# Лазе-при-Боровниці
Лазе-при-Боровниці (словен. Laze pri Borovnici) — поселення в общині Боровниця, Осреднєсловенський регіон, Словенія. Висота над рівнем моря: 380,1 м.